# Holmmoor
Das Naturschutzgebiet Holmmoor liegt im Süden der Stadt Quickborn und westlich der Bundesautobahn 7 rund 30 Kilometer nördlich der Hamburger Innenstadt. Es ist etwa 110 Hektar groß und steht seit März 1994 unter Naturschutz. In dem Gebiet befinden sich zum Teil noch mehrere Meter hohe Hochmoorkörper als Kernzone. Ein direkt angrenzendes Feuchtgrüngebiet dient als Pufferzone und liegt zum großen Teil auf dem Gebiet der Gemeinde Hasloh. Am östlichen Rand des Gebiets, direkt an der Autobahn, entspringt die Mühlenau.
Das Holmmoor gehört zu den typischen nährstoffarmen, durch Regenwasser gespeisten Hochmooren in Schleswig-Holstein. Es entstand im Laufe von Jahrtausenden durch die Versumpfung einer feuchten Senke und hat keine Verbindung zum Grundwasser mehr. Das Moor hatte eine weitaus größere Fläche, die im Osten bis an die Grenze des Kreises Pinneberg reichte. Durch Torfgewinnung bis zur Mitte des 20. Jahrhunderts und darauffolgende Besiedlung, aber auch durch intensive landwirtschaftliche Nutzung wurde es stark entwässert und verkleinert. Durch den Bau der Bundesautobahn 7 durch das Holmmoor wurde es nachhaltig geschädigt und zerschnitten. Es wird noch heute durch die Autobahn negativ beeinflusst. Seit 1978 wird wieder versucht, das Holmmoor in einen naturnahen Zustand zurückzuversetzen.
Auf den gleichmäßig nassen Torfen wachsen seltene Pflanzen wie Glockenheide, Moorbeere und Rosmarinheide. Vereinzelt ist auch Sonnentau zu finden, eine Pflanze, die sich von Kleininsekten ernährt. Als weitere Pflanzen auf den Gebieten mit wechselnder Feuchte wachsen unter anderen Birken und das Pfeifengras.
Die Tierwelt im Holmmoor besteht aus vielen Arten von Libellen, Schmetterlingen und Amphibien wie dem Moorfrosch. Ebenso zu finden sind die giftige Kreuzotter und seltene Vögel wie die Krickente, die Bekassine und der Steinkauz. Die Raststätte Holmmoor der Bundesautobahn 7 grenzt östlich an das Gebiet an.